# Suddhódana
Suddhódana király (páli: Szuddhódana, szanszkrit: Śuddhodana, nepáli: सुद्धोदन, japán: 浄飯王 Dzsóbon-ó) Gautama Sziddhártha, a történelmi Buddha édesapja volt. Ő volt a Sákja nép igazságos vezetője, a birodalom központja Kapilavasztu volt.

## Családja
- szülei: apja Szihahanu a sákja nép királya volt, anyja Kaccsaná királynő volt.
- testvérei: két lány testvére (Anitá és Pamitá) és négy fiú testvére (Dótadana, Szukkodana, Szakkodana, Amitodana) volt.
- feleségei: első Májá volt, majd az ő halála után Májá testvére, Mahá Padzsápatí Gótamí lett a király felesége. Az előbbi Buddha édesanyja, utóbbi annak nevelő anyja volt.
- fia Sziddhártha, akit összeházasították az unokatestvérével, Jasodarával. Egyes források szerint a Buddha már korábbi életekben is Suddhódana fia volt – természetesen[3] más neveken (Katthahari, Alinacsitta, Szuszimá, Bandhanagara, Koszambi, Mahadhammapala, Daszaratha, Hatthipala, Maha-Umagga és Vesszantara Dzsatakasz).
- további gyermekei: Szundari Nanda hercegnő és Nanda herceg.[4]

## Élete
Suddhódana az ősi India egyik leggazdagabb klánjának (Sakják) uralkodó családjában született. Két lány testvére (Anitá és Pamitá) és négy fiú testvére (Dótadana, Szukkodana, Szakkodana, Amitodana) volt. Suddhódana a kor szokásainak megfelelően egy testvérpárt vett feleségül, Máját és húgát Mahá Padzsápatí Gótamít. Suddhódanát a fennmaradt irodalom igazságosként jellemzi, akinek jó kommunikációs és érvelő képessége volt.
A legenda szerint Gautama herceg születése után röviddel egy Aszita nevű asztrológus meglátogatta Suddhódanát és megjövendölte, hogy Sziddhárthából vagy király lesz vagy feladja a világi életet és szent emberré fog válni, attól függően, hogy meglátja-e a városfalon kívül található valódi világot.
Suddhódana elhatározta, hogy a fiából király lesz, ezért megtiltotta neki, hogy elhagyja a palotát. Ám az atyai szigor ellenére Gautama 29 éves korában többször is kiszökött. Egy sor találkozás alkalmával – amit a buddhista irodalomban a négy gondolatébresztő látványnak neveznek – értesült a közönséges emberek szenvedéséről, megöregedéséről, megbetegedéséről és haláláról. Találkozott egy aszkéta szent emberrel is, akiről úgy tűnt, hogy békében él és harmóniában a világgal. Ezen élmények hatására Gautama hátrahagyta a királyi életet és elindult a spirituális úton.
Suddhódanát nagyon emésztette a bánat, hogy a fia elhagyta a palotát és ennek megfelelően nagy erőfeszítéseket tett, hogy vissza hívja a tékozló fiút. Úgy tartják, hogy miután annak híre jött, hogy a herceg megvilágosodott, tízezer futárt küldött utána, akik azonban többé nem tértek vissza a palotába, mind Buddha követőivé váltak. Suddhódana ezután Buddha egyik barátját, Kaludajit küldte érte, hogy hozza vissza, azonban Kaludajiból is szerzetes vált. Azonban sikerült neki legalább látogatóba visszacsalni Buddhát a szülőföldjére. Látogatása során alamizsnát gyűjtögetett éppen, amikor apja ezt meglátta és mélységesen felháborodott. Suddhódanának nem tetszett, hogy fia a hagyományaikkal és szokásaikkal szemben cselekszik. Ezután a Buddha elmondta apjának a dharma tanításokat, aki ezután szintén Buddha követőjévé vált.
A Buddha élete végén visszatért hozzá. A halálos ágyán imádkozott hozzá, ami által Suddhódana elérte az arhat szintet és még halála előtt megvilágosodott.

## Külső hivatkozások
- Suddhodana közvetlen családja (angolul)
- Miért pusztult el Sákja köztársaság? írta: S. N. Goenka (angolul)